# Женский университет Мияги Гакуин
Женский университет Мияги Гакуин (яп. 宮城学院女子大学) — женский университет Мияги Гакуин, расположенный в городе Сэндай.

## История
Женский университет Мияги Гакуин существует более 130 лет. Учебное заведение началось с создания в 1886 году женской школы девочек Мияги, основанной Осикавой Масаёси из Церкви Христа в Японии при поддержке миссионера Уильяма Эдвина Хоя. «Нам нужно высшее образование для женщин», — говорил миссионер Масаёси Осикава, принявший участие в создании Первой протестантской церкви Японии.
Школа для девочек была преобразована в среднюю школу в 1911 году. В 1946 году название школы было изменено на «Мияги Гакуин» в связи с расширением учебного заведения. В 1949 году учебное заведение получило статус частного университета. Сегодня в состав Мияги Гакуин входят дошкольный детский сад, средняя школа, университет и аспирантура. Университет отметил свой 125-летний юбилей в 2011 году. Число выпускников, которые работают в различных областях в Японии и за рубежом, превышает 85 тыс. Это самая старая женская школа в Северной Японии.
Основное внимание уделяется гуманитарным наукам и музыкальному образованию. История музыкального факультета, начавшаяся в момент создания школы для девочек Мияги (1886), является единственным учебным заведением этой специализации в Северной Японии.

### Факультеты университета
В университете 12 факультетов (отделений), обеспечивающих следующие направления обучения:
- уход за детьми, психология развития, дошкольное образование, общая психология, благосостояние и защитные службы;
- администрирование, управление бизнесом, бизнес и коммерция, маркетинг;
- искусствоведение, культурология, история, философия, религиоведение, социология;
- диететика, санитарное просвещение, медицинские науки, домашняя экономика, уход за больными;
- филология, лингвистика, литературоведение;
- изучение языков: английского, арабского, вьетнамского, итальянского, китайского, корейского, немецкого, суахили, тайского, филиппинского, французского, хинди и японского;
- архитектурно-экологический дизайн, архитектура и планирование, экологические исследования;
- музыка, музыкальные инструменты, пение.